# Hugh Sheridan
Hugh Sheridan (Adelaida, Australia Meridional; 30 de junio de 1985) es una persona que se dedica a la actuación y el canto, y ha ganado fama por haber interpretado a Ben Rafter en la serie australiana Packed to the Rafters. Es una persona de género no binario.

## Biografía
Su padre esDennis Sheridan, un cantante de jazz, Hugh tiene 6 hermanos, sus hermanas son: Zoe Sheridan (una locutora de radio y presentadora), Meg Sheridan, Heidi Sheridan y sus hermanos: Will Sheridan (un cantante y compositor), Tom Sheridan y Zachary "Zach" Sheridan.
En 2007 se graduó de la prestigiosa National Institute of Dramatic Art NIDA con un grado en actuación.
Mantiene una buena amistad con la actriz Jessica Marais.
Salió con una joven llamada Lauren Pronk.

## Carrera
Hugh es una persona embajadora de las nuevas prendas de vestir para hombres Flinders Lane. Jugó fútbol para el St. Ignatius.
Sheridan comenzó su entrenamiento en el Teatro Unley Youth y en los estudio de Terry Simpson en Adelaide, antes de irse a estudiar música en el Victoria College of the Arts y danza en el Australian Ballet School "ABS". Posteriormente se salió del ABS cuando le aceptaron en la prestigiosa escuela de teatro NIDA. En 2007 recibió la beca Adele Koh Memorial de la Compañía Estatal de Teatro de Australia del Sur para estudiar actuación en Nueva York.
En 2008 se unió a la exitosa serie dramática australiana Packed to the Rafters, donde interpretó a Ben Rafter, el divertido y amable hijo de Julie y Dave Rafter hasta el final de la serie el 2 de julio de 2013. Por su actuación ha recibido la nominación a dos premios logie en categorías como: actor masculino más popular y nuevo talento más sobresaliente.
Ese mismo año el 20 de diciembre se unió a la obra Carols in the Domain, donde cantó "Have Yourself a Merry Little Christmas".
En 2010 se unió al equipo presentador del programa infantil Play School, junto a Jolene Anderson, Jay Laga'aia, Abi Tucker, entre otros...
En 2014 apareció en la miniserie de dos partes Never Tear Us Apart: The Untold Story of INXS donde interpretó a Garry Gary Beers, miembro de la banda australiana de rock INXS.
El 20 de junio de 2015 se anunció que Hugh se uniría al elenco principal de la nueva telenovela de la ABC, The Divorce.
En 2016 se anunció que se uniría al elenco de la quinta temporada de la serie House Husbands donde dará vida a a Nick Gazecki, el nuevo maestro de música que pronto tiene problemas con su nuevo vecino Lewis Crabb (Gary Sweet).

## Carrera musical
Hugh cantó con la Ópera de Australia.
El 31 de agosto de 2009, anunció que había firmado un contrato discográfico con Sony Music Entertainment de Australia. La grabación se llevó a cabo en Sídney, Nueva Gales del Sur el mismo año. Hugh escribió varias de las canciones que aparecieron en el álbum.
Su primer sencillo llamado Just Can't Thrown Us Away, lo interpretó el 6 de septiembre de 2009 en la temporada final de la concurso de baile Dancing With the Stars. La canción fue lanzada en iTunes el 4 de septiembre del mismo año y el 7 de septiembre en la radio.
Su segundo sencillo titulado All About Me, fue lanzado el 30 de octubre de 2009 y alcanzó el puesto número 6 en el ARIA Physical Charts, después de la tercera semana del lanzamiento.
Su álbum debut fue llamado Speak Love el cual fue lanzado el 27 de noviembre de 2009. El álbum alcanzó el puesto 86 en el ARIA Album Chart, el 10 en bandit.fm, el 20 en iTunes. El álbum recibió excelentes comentarios y críticas de personajes respetados en el área musical como Cathy McCabe y Cameron Adams.
En junio de 2010 una versión mezclada de la canción que da el título al álbum fue lanzada y esta se convirtió en el tercer sencillo de Sheridan.

## Filmografía

### Series de televisión
| Año         | Título                                        | Personaje        | Notas                   |
| ----------- | --------------------------------------------- | ---------------- | ----------------------- |
| 2017        | House Husbands                                | Nick Gazecki     | 12 episodios            |
| 2015        | The Divorce                                   | Toby             | 4 episodios             |
| 2014        | Never Tear Us Apart: The Untold Story of INXS | Garry Gary Beers | 2 episodios - miniserie |
| 2008 - 2013 | Packed to the Rafters                         | Ben Rafter       | 103 episodios           |

### Películas
| Año  | Título             | Personaje | Notas |
| ---- | ------------------ | --------- | --- |
| 2010 | Santa's Apprentice | Waldorf   | junto a Delta Goodrem, Magda Szubanski & Holly Fraser                                                                        |
| 2023 | Holiday Twist      | George    | junto a Kelly Stables, Emily Tosta, Caylee Cowan, Brian Thomas Smith, James Maslow, Drew Fuller, Neal McDonough y Sean Astin |

### Apariciones
| Año             | Programa       | Notas       |
| --------------- | -------------- | ----------- |
| 2012 - presente | I Will Survive | presentador |
| 2010 - presente | Play School    | presentador |

### Teatro
| Año  | Obra                 | Personaje | Director    | Teatro                    | Notas                                 |
| ---- | -------------------- | --------- | ----------- | ------------------------- | ------------------------------------- |
| 2010 | Newley Discovered    | Newley    | Dean Bryant | Dunstan Playhouse Theatre | obra musical - junto a Nigel Ubrihien |
| 2008 | Carols in the Domain | -         | -           | Sydney Theatre Company    | obra musical                          |
| -    | The Lost Echo        | -         | -           | Sydney Theatre Company    | -                                     |

## Discografía
| Año                     | Canción                    |
| ----------------------- | -------------------------- |
| Junio de 2010           | "Speak Love"               |
| 30 de octubre de 2009   | "All About Me"             |
| 6 de septiembre de 2009 | "Just Can't Throw Us Away" |

| Año                     | Canción      |
| ----------------------- | ------------ |
| 27 de noviembre de 2009 | "Speak Love" |

## Premios y nominaciones
| Año  | Categoría                    | Premio               | Serie                 | Resultado |
| ---- | ---------------------------- | -------------------- | --------------------- | --------- |
| 2014 | Most Popular Actor           | Silver Logie Award   | Packed to the Rafters | Nominado  |
| 2013 | Most Popular Actor           | Silver Logie Award   | Packed to the Rafters | Nominado  |
| 2012 | Most Popular Actor           | Silver Logie Award   | Packed to the Rafters | Ganó      |
| 2011 | GQ Style                     | GQ Style Award       | -                     | Ganó      |
| 2011 | Most Popular Actor           | Silver Logie Award   | Packed to the Rafters | Ganó      |
| 2011 | Most Outstanding Actor       | Silver Logie Award   | Packed to the Rafters | Ganó      |
| 2010 | Favourite Male               | TV Tonight Award     | Packed to the Rafters | Nominado  |
| 2010 | Most Popular Actor           | Silver Logie Award   | Packed to the Rafters | Nominado  |
| 2009 | Most Popular New Male Talent | Logie Award          | Packed to the Rafters | Ganó      |
| 2009 | Most Outstanding New Talent  | Graham Kennedy Award | Packed to the Rafters | Nominado  |